# Indianapolis 500 in 2009

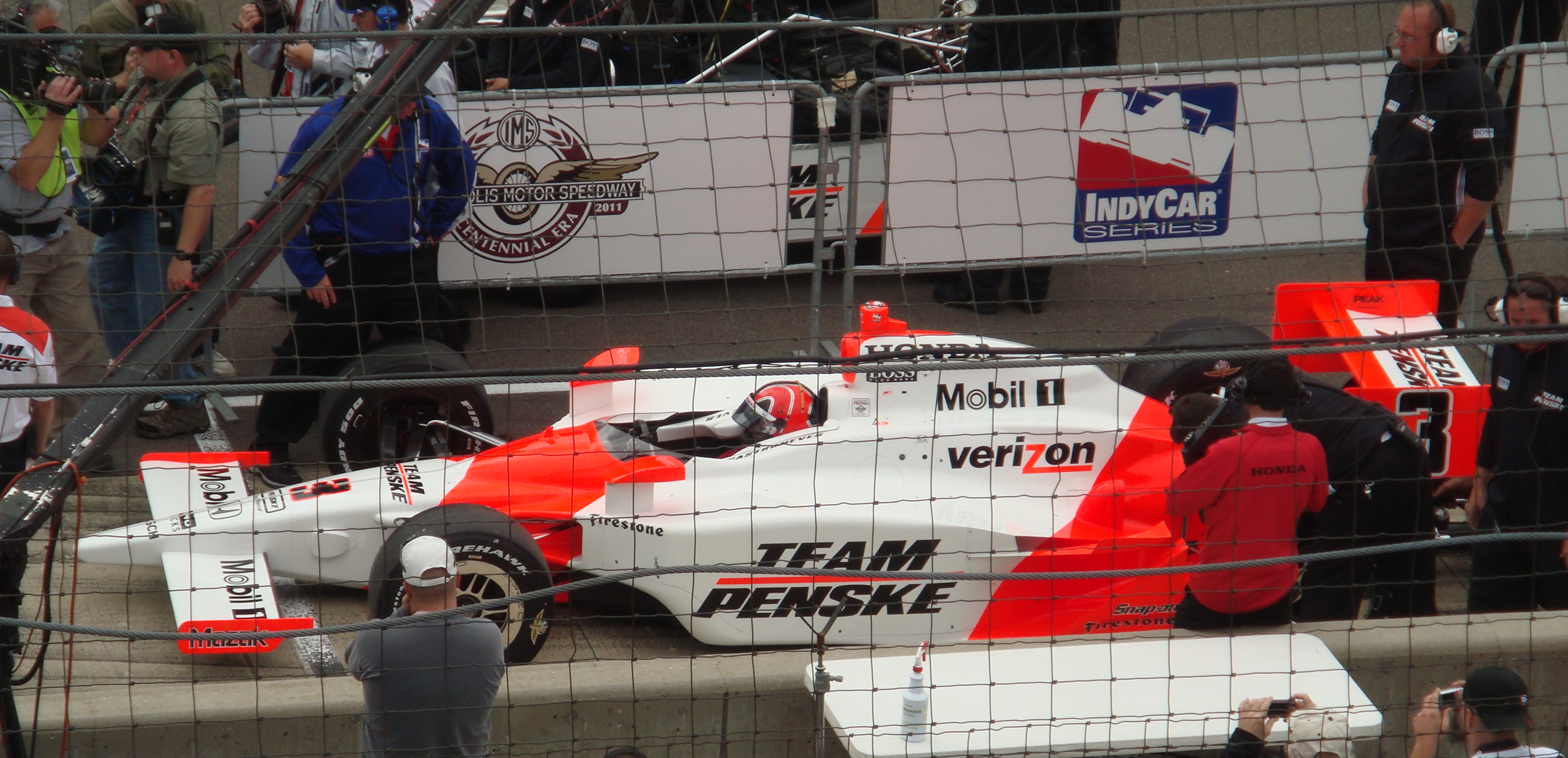
Castroneves tijdens de kwalificaties op 9 mei.

De 93e Indianapolis 500 werd gereden op zondag 24 mei 2009. Het was de veertiende keer dat de race op de kalender stond van het Indy Racing League kampioenschap en het was de vierde race uit de IndyCar Series van 2009. Braziliaans coureur Hélio Castroneves won de race voor de derde keer in zijn carrière en kwam daarmee op één overwinning van het record van A.J. Foyt, Al Unser Sr. en Rick Mears, die elk vier overwinningen achter hun naam hebben staan.

## Startgrid

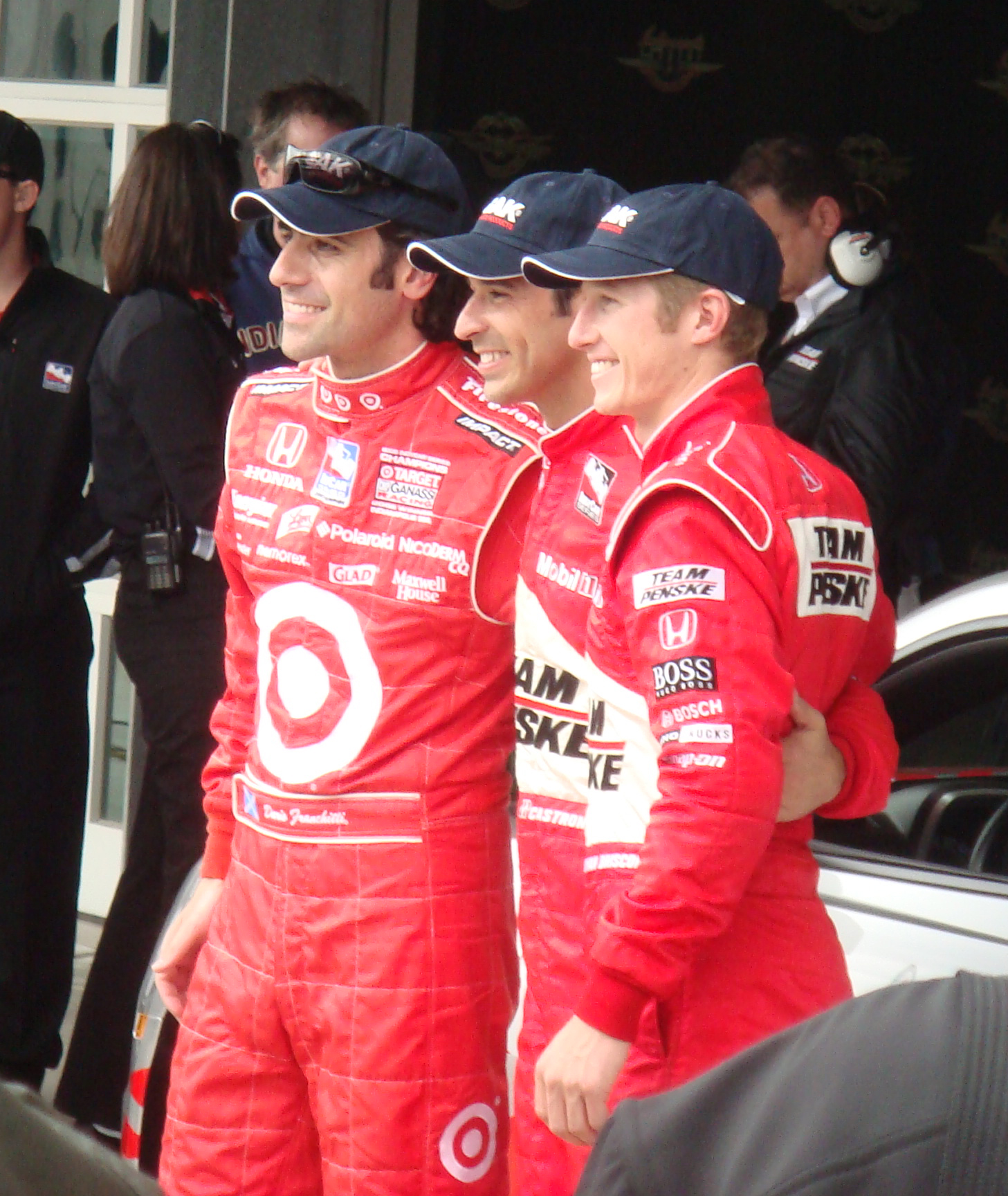
Gekwalificeerd op de eerste startrij, Castroneves (midden), Briscoe (rechts) en Franchitti.

Hélio Castroneves won op 9 mei de poleposition. Canadees rijder Alex Tagliani kon zich op 17 mei niet kwalificeren, maar verving teamgenoot Bruno Junqueira, die zich wel had gekwalificeerd. Stanton Barrett en voormalig winnaar Buddy Lazier konden zich niet kwalificeren voor de race.
| Rij | Binnen            | Midden           | Buiten           |
| --- | ----------------- | ---------------- | ---------------- |
| 1   | Hélio Castroneves | Ryan Briscoe     | Dario Franchitti |
| 2   | Graham Rahal      | Scott Dixon      | Tony Kanaan      |
| 3   | Mario Moraes      | Marco Andretti   | Will Power       |
| 4   | Danica Patrick    | Alex Lloyd       | Raphael Matos    |
| 5   | Paul Tracy        | Vitor Meira      | Justin Wilson    |
| 6   | Hideki Muto       | Ed Carpenter     | Dan Wheldon      |
| 7   | A.J. Foyt IV      | Scott Sharp      | Sarah Fisher     |
| 8   | Davey Hamilton    | Robert Doornbos  | Townsend Bell    |
| 9   | Oriol Servia      | Tomas Scheckter  | Mike Conway      |
| 10  | John Andretti     | Ernesto Viso     | Milka Duno       |
| 11  | Nelson Philippe   | Ryan Hunter-Reay | Alex Tagliani    |

## Race

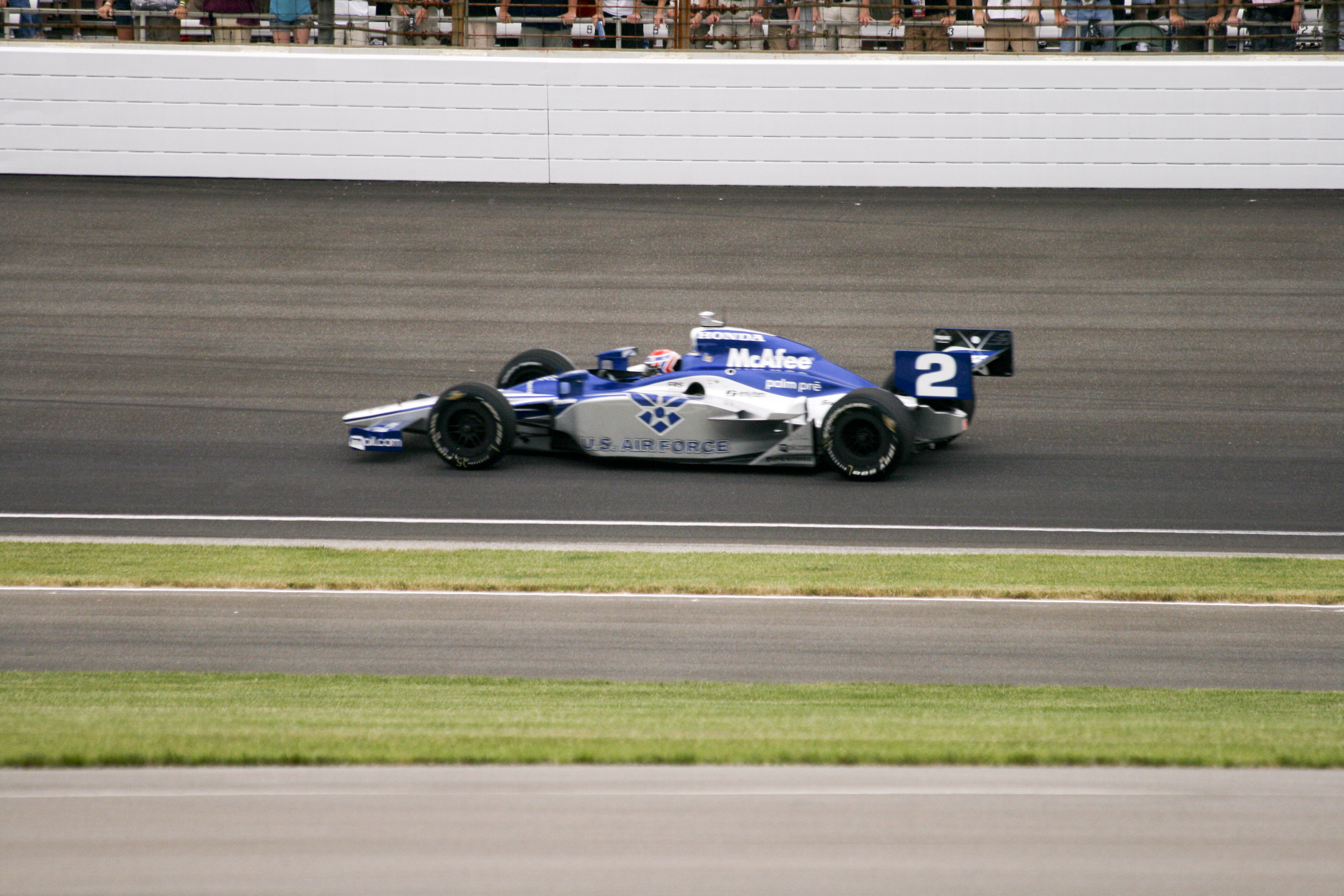
Matos tijdens de race.

Tijdens de race reden vier coureurs aan de leiding, Scott Dixon (73 ronden), Dario Franchitti (50 ronden), Ryan Briscoe (11 ronden) en Hélio Castroneves (66 ronden). In ronde 173 hadden Vitor Meira en Raphael Matos een zwaar ongeval. Meira werd met twee gebroken rugwervels naar het ziekenhuis gebracht. Castroneves won de race, Dan Wheldon, de winnaar van 2005 werd tweede en Danica Patrick werd derde, de eerste podiumplaats voor een vrouwelijke coureur in de Indy 500. Rookie Alex Tagliani werd elfde en won daarmee de Indianapolis 500 Rookie of the Year trofee.
| #                                                                                  | Coureur             | Auto          | Team                                         | Ronden | Opgave     |
| ---------------------------------------------------------------------------------- | ------------------- | ------------- | -------------------------------------------- | ------ | ---------- |
| 1                                                                                  | Hélio Castroneves   | Dallara-Honda | Team Penske                                  | 200    |            |
| 2                                                                                  | Dan Wheldon         | Dallara-Honda | Panther Racing                               | 200    |            |
| 3                                                                                  | Danica Patrick      | Dallara-Honda | Andretti Green Racing                        | 200    |            |
| 4                                                                                  | Townsend Bell       | Dallara-Honda | KV Racing                                    | 200    |            |
| 5                                                                                  | Will Power          | Dallara-Honda | Team Penske                                  | 200    |            |
| 6                                                                                  | Scott Dixon         | Dallara-Honda | Chip Ganassi Racing                          | 200    |            |
| 7                                                                                  | Dario Franchitti    | Dallara-Honda | Chip Ganassi Racing                          | 200    |            |
| 8                                                                                  | Ed Carpenter        | Dallara-Honda | Vision Racing                                | 200    |            |
| 9                                                                                  | Paul Tracy          | Dallara-Honda | KV Racing                                    | 200    |            |
| 10                                                                                 | Hideki Muto         | Dallara-Honda | Andretti Green Racing                        | 200    |            |
| 11                                                                                 | Alex Tagliani (R)   | Dallara-Honda | Conquest Racing                              | 200    |            |
| 12                                                                                 | Tomas Scheckter     | Dallara-Honda | Dale Coyne Racing                            | 200    |            |
| 13                                                                                 | Alex Lloyd          | Dallara-Honda | Sam Schmidt / Chip Ganassi Racing            | 200    |            |
| 14                                                                                 | Scott Sharp         | Dallara-Honda | Panther Racing                               | 200    |            |
| 15                                                                                 | Ryan Briscoe        | Dallara-Honda | Team Penske                                  | 200    |            |
| 16                                                                                 | A.J. Foyt IV        | Dallara-Honda | A. J. Foyt Enterprises                       | 200    |            |
| 17                                                                                 | Sarah Fisher        | Dallara-Honda | Sarah Fisher Racing                          | 200    |            |
| 18                                                                                 | Mike Conway (R)     | Dallara-Honda | Dreyer & Reinbold Racing                     | 200    |            |
| 19                                                                                 | John Andretti       | Dallara-Honda | Dreyer & Reinbold Racing / Petty Enterprises | 200    |            |
| 20                                                                                 | Milka Duno          | Dallara-Honda | Dreyer & Reinbold Racing                     | 199    |            |
| 21                                                                                 | Vitor Meira         | Dallara-Honda | A. J. Foyt Enterprises                       | 173    | ongeval    |
| 22                                                                                 | Raphael Matos (R)   | Dallara-Honda | Luczo Dragon Racing                          | 173    | ongeval    |
| 23                                                                                 | Justin Wilson       | Dallara-Honda | Dale Coyne Racing                            | 160    | contact    |
| 24                                                                                 | Ernesto Viso        | Dallara-Honda | HVM Racing                                   | 139    | mechanisch |
| 25                                                                                 | Nelson Philippe (R) | Dallara-Honda | HVM Racing                                   | 130    | ongeval    |
| 26                                                                                 | Oriol Servia        | Dallara-Honda | Rahal/Letterman Racing                       | 98     | mechanisch |
| 27                                                                                 | Tony Kanaan         | Dallara-Honda | Andretti Green Racing                        | 97     | ongeval    |
| 28                                                                                 | Robert Doornbos (R) | Dallara-Honda | Newman/Haas/Lanigan Racing                   | 85     | ongeval    |
| 29                                                                                 | Davey Hamilton      | Dallara-Honda | Dreyer & Reinbold Racing                     | 79     | ongeval    |
| 30                                                                                 | Marco Andretti      | Dallara-Honda | Andretti Green Racing                        | 56     | mechanisch |
| 31                                                                                 | Graham Rahal        | Dallara-Honda | Newman/Haas/Lanigan Racing                   | 55     | ongeval    |
| 32                                                                                 | Ryan Hunter-Reay    | Dallara-Honda | Vision Racing                                | 19     | ongeval    |
| 33                                                                                 | Mario Moraes        | Dallara-Honda | KV Racing                                    | 0      | ongeval    |
| Gemiddelde snelheid : 241.913 km/h - Snelste ronde : Dario Franchitti, 357,35 km/h |                     |               |                                              |        |            |
| Aantal neutralisaties : 8 (61 van de 200 ronden in totaal)                         |                     |               |                                              |        |            |